# Сказки стриптиз-клуба
«Сказки стриптиз-клуба» (англ. Go Go Tales) — художественный фильм режиссёра Абеля Феррары. Был показан вне конкурса на Каннском кинофестивале 2007 года.

## В ролях
- Уиллем Дефо — Рэй Руби
- Боб Хоскинс — Барон
- Мэтью Модайн — Джонни Руби
- Азия Ардженто — Монро
- Риккардо Ска-чио — Доктор Стивен
- Сильвия Майлз — Лилиан Мюррей
- Рой Дотрис — Джей
- Джозеф Кортезе — Денни Кэш
- Берт Янг — Мюррей
- Стефания Рокка — Дебби
- Бьянка Балти — Adrian
- Шэнин Ли — Dolle
- Лу Дуайон — Lola
- Frankie Cee — Luigi
- Прас — Sandman
- Сэмми Паша — Sam
- Николас Де Сельи — Bobby B.
- Johnny Skreli — Junior
- Анита Палленберг — Sin
- Alberto Mangiante — Big Don
- Ромина Пауэр — Yolanda Vega
- Антон Роджерс — Barfly
- Джастин Маттера — Sugar
- Мануэла Зеро — Sophie
- Sabina Began — Elektra
- Селена Ху — Leila
- Chiara Picchi — Ally
- Джули Макнивен — Madison
- Хильда Лапардхайя — Salome
- Мария Джурадо — Goldie
- Юлия Маярчук — Tania
- Аврора Джулиани — Kelly
- Мара Адриани — Mara
- Лейла Вирзи — Bonnie
- Рэй Шнитцер — Upstairs Barman
- Елена Ваганова — Murray’s Girl
- Ирина Ваганова — Murray’s Girl
- Энди Луотто — Stanley
- Дэнни Куинн — Clark
- Лал Нирмал — Asim
- Singh Gurcharnjit — Zoom
- Dominot — Mrs. Mime
- Фрэнк ДеКёртис — DJ
- Чен Джин Ханг — Ling
- Юн Чо Санг — Mr. Yamamoto
- Ши Янг — Medical Student
- Якопо Ло Фаро — The Crab
- Франсис Пардейян — Wall Street broker
- Джей Нателли — Wall street broker
- Франческо Серина — Wall street broker
- Донато Антонио Леммо — Wall street broker
- Эмануэле Каруччи Витерби — Wall street broker
- Даниэль Де Мартино — Wall street broker
- Лесли Ксут — Wall Street Broker
- Адриан МакКорт — Wall Street broker
- Alessandro Demcenko — Wall street broker
- Дэниел Бэлдок — Wall street broker
- Marcus J. Cotterell — Wall street broker
- Озеф Мюррэй — Wall Street Broker
- Neri Fiuzzi — Wall street broker
- Ada Perotti — Dancer